# Anarosaurus
Anarosaurus è un genere estinto di antichi saurotterigi vissuti nel Triassico medio (Anisico).